# Apple A6X
Apple A6X是蘋果公司設計的SoC，於2012年10月23日發表。它只用於iPad with Retina display。

## 設計
A6X是蘋果公司客製化的SoC。它是Apple A6的衍生版本，包含与Apple A6相同的同步雙核心ARMv7架構中央處理器，仅圖形處理器升级到運行於300MHz的四核心PowerVR SGX554 MP4。不同於A6，A6X被導熱片覆蓋，且内存模块与芯片分开封装。
A6X同樣由三星電子代工，使用32纳米制程HKMG (High-κ Metal Gate)製造，面積123mm²，比A6大26%。A6X是該公司最後一款32位元架構的A系列SoC。

## 產品使用
- IPad (第四代)